# 費克林 (伊利諾伊州)
費克林（英語：Ficklin）是位於美國伊利諾伊州道格拉斯縣的一個非建制地區。該地的面積和人口皆未知。

## 地理
費克林的座標為39°47′55″N 88°21′19″W / 39.79861°N 88.35528°W，而該地的平均海拔高度為205米（即673英尺）。